# Manoel Domingos (Coronel Fabriciano)
Manoel Domingos é um bairro do município brasileiro de Coronel Fabriciano, no interior do estado de Minas Gerais. Localiza-se no distrito-sede, estando situado no Setor 1. Segundo o censo demográfico de 2022, realizado pelo Instituto Brasileiro de Geografia e Estatística (IBGE), sua população era de 184 habitantes e havia 68 domicílios particulares permanentes ocupados.
De acordo com o IBGE, em 2010 a população era de 206 habitantes e havia 71 domicílios particulares.

## História e descrição
O povoamento do lugar teve início na década de 1910, com a chegada do imigrante português Manoel Domingues (a quem o nome do atual bairro homenageia), que ajudou na construção da Estrada de Ferro Vitória a Minas (EFVM). Este se instalou em uma fazenda e teve cerca de 28 filhos, sendo que grande parte dos moradores que povoaram aquela área nos anos seguintes foi seus descendentes. Na década de 1950, Manoel demarcou grande parte do terreno e vendeu para outras famílias e na década de 60, o bairro foi criado oficialmente, contendo inicialmente cinco ruas.
É vizinho do Centro de Fabriciano e está situado entre o complexo do Morro do Carmo, formado por partes dos bairros Nossa Senhora do Carmo e Nossa Senhora da Penha, e o rio Piracicaba. Na estação das chuvas, são comuns inundações nas áreas mais baixas e próximas do curso hidrográfico. Segundo o IBGE, possui uma área considerada como favela e comunidade urbana, que tinha 720 habitantes juntamente com o Centro em 2022.

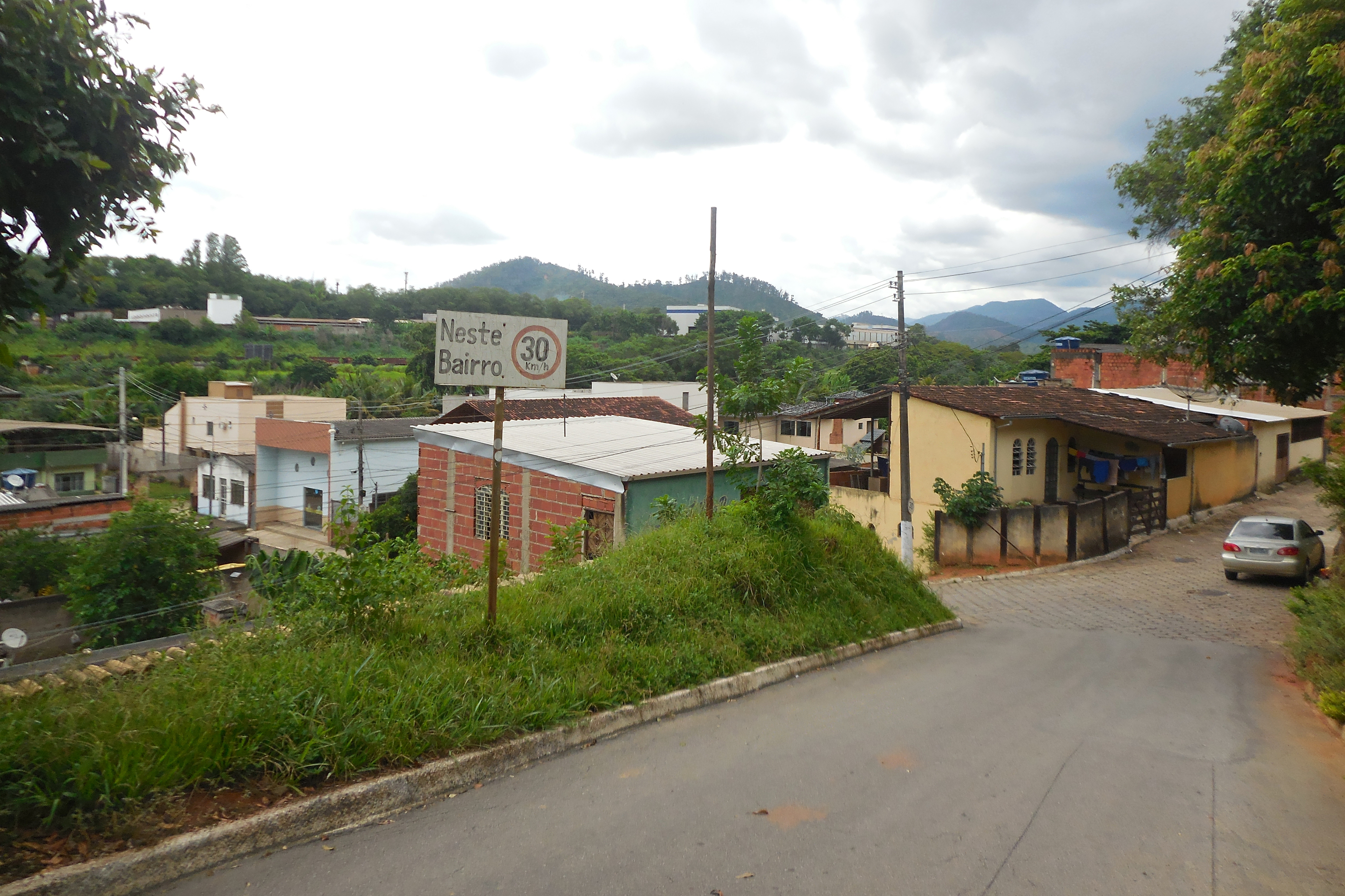
Via na entrada do bairro
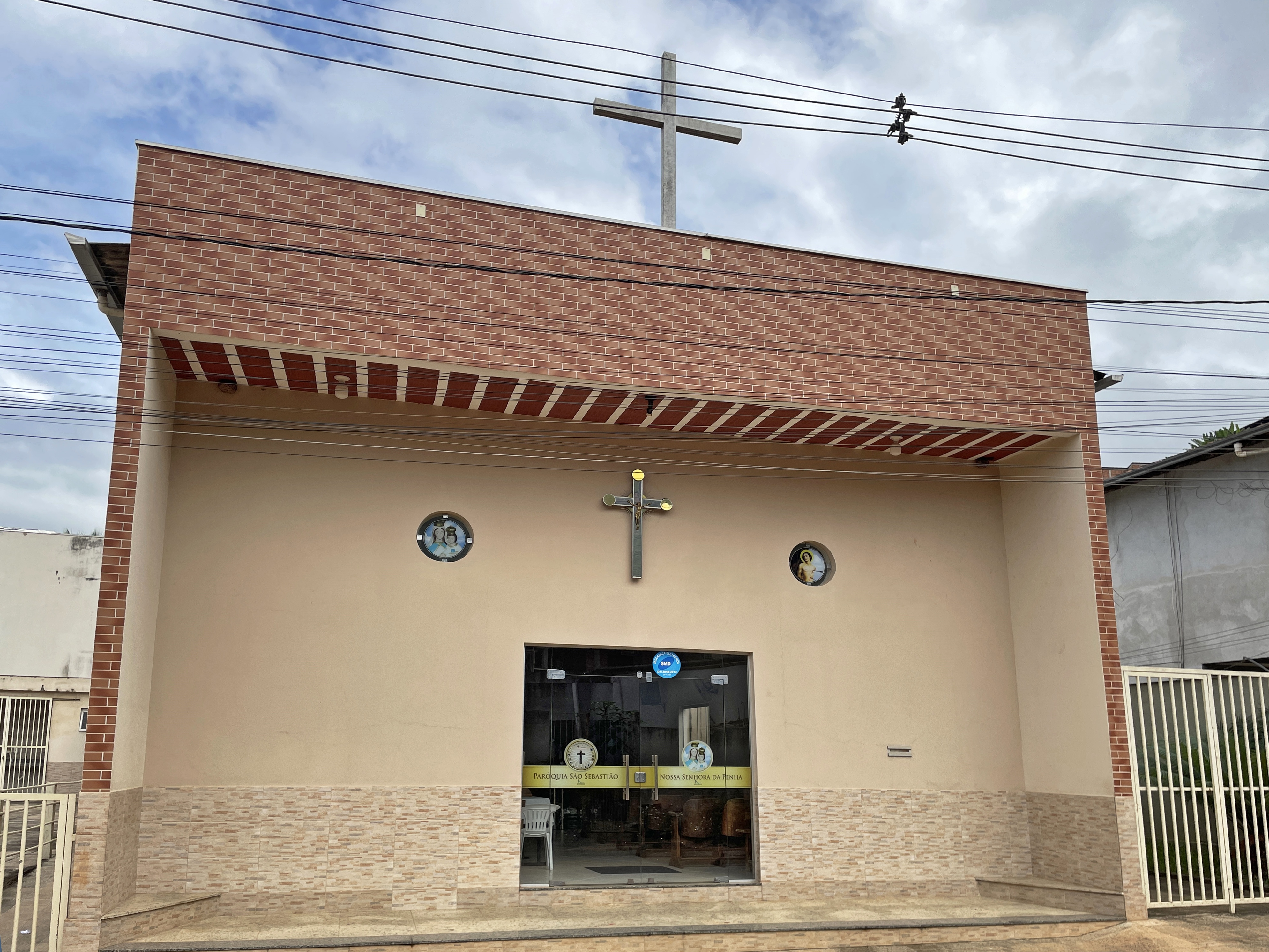
Igreja Nossa Senhora da Penha, da Paróquia São Sebastião.